# Волошенко Роман Ігорович
Роман Ігорович Волошенко (рос. Роман Игоревич Волошенко; 12 травня 1986, м. Берестя, СРСР) — російський хокеїст, лівий нападник. Виступає за «Кубань» (Краснодар) у Вищій хокейній лізі.
Вихованець хокейної школи «Крила Рад» (Москва). Виступав за «Крила Рад-2» (Москва), «Крила Рад» (Москва), «Х'юстон Аерос» (АХЛ), «Динамо» (Москва), ХК МВД, «Молот-Прикам'я» (Перм), «Рубін» (Тюмень).
У складі молодіжної збірної Росії учасник чемпіонатів світу 2005 і 2006. У складі юніорської збірної Росії учасник чемпіонату світу 2004.
Досягнення
- Срібний призер чемпіонату ВХЛ (2012)
- Срібний призер молодіжного чемпіонату світу (2005, 2006).
- Переможець юніорського чемпіонату світу (2004).